# Salsa Albert
Salsa Albert es una salsa de la cocina inglesa que suele emplear como ingrediente principal rábano picante (rábano rusticano) en un fondo de ave (consomé blanco). Es frecuente a veces que se le añada mostaza para aumentar su carácter picante. La salsa se suele emplear como condimento en la preparación de platos de carne, generalmente de carnes cocidas y asadas de vaca o buey y asados. Su nombre se debe en honor de Alberto de Sajonia-Coburgo-Gotha que fue príncipe consorte de la Reina Victoria.